# 拉哈尤·玛赞
拉哈尤·玛赞（Rahayu Mahzam；1980年—），新加坡馬來裔政治人物，執政黨人民行動黨黨員。她自2020年9月起擔任新加坡衛生部政務次長，也從2021年5月起兼任新加坡通訊及新聞部政務次長。她同時也是裕廊集選區基層組織顧問，裕廊集選區議員，2015年9月擔任至2025年4月。

## 教育
拉哈尤曾就讀萊佛士女子中學，後來升讀萊佛士初級學院並完成A水準考試，最終於2003年在新加坡國立大學獲得法學士學位。

## 個人生活
拉哈尤在三個孩子當中排行老大。拉哈尤目前已婚，2017年4月生下一個男孩。

## 職業

### 律師生涯
拉哈尤是一位律師，她專長是民事訴訟和家庭法。她先前是新加坡回教法庭副處長（Deputy Registrar），現在是Heng, Leong & Srinivasan合夥人。

### 政治生涯
2015年8月20日，人民行動黨宣布來臨大選將派拉哈尤等五人團隊角逐裕廊集選區。她成功當選，2020年再次當選連任。